# 达板镇
达板镇，是中华人民共和国甘肃省临夏回族自治州东乡族自治县下辖的一个乡镇级行政单位。

## 行政区划
达板镇下辖以下地区：
达板村、上科妥村、下科妥村、崔家村、甘家村、拱北滩村、陈家村、舀水村、红柳村、红庄村和黑石山村。